# Seconda battaglia di Saorgio (1794)

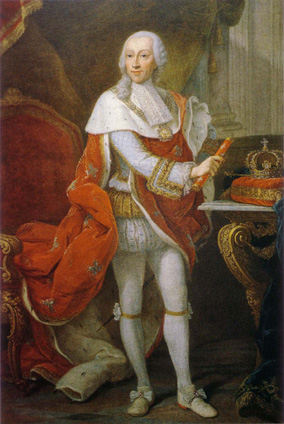
Vittorio Amedeo III di Savoia

La Seconda battaglia di Saorgio fu uno scontro verificatosi tra il 24 e il 28 aprile 1794 e che vide contrapporsi l'esercito francese comandato da Andrea Massena e Napoleone Bonaparte e l'esercito austro-piemontese guidato da Michelangelo Colli-Marchini.
Dal settembre del 1792, Saorgio era stata posta nel mirino delle truppe francesi, le quali avevano cercato di espugnarla più volte. All'inizio di aprile del 1794, i francesi misero in atto il piano elaborato da un giovane ufficiale di nome Napoleone Bonaparte, attaccando la Repubblica di Genova e conquistando rapidamente il piccolo villaggio di Oneglia. Da lì, Massena condusse le sue truppe a nord, occupando due città nella parte alta della valle del Tanaro e accerchiando di conseguenza Saorgio. Dopo alcuni scontri, gli austro-piemontesi si ritirarono sul versante nord del Colle di Tenda, lasciando scoperta Saorgio e rendendola facilmente attaccabile dai francesi. 

## Antefatti
Il Regno di Sardegna possedeva due feudi situati sul versante francese delle Alpi e dunque molto esposti a un possibile attacco da parte dei rivoluzionari. Questi due territori erano la Contea di Nizza, situata sulla costa mediterranea, e il Ducato di Savoia, più a nord. Consapevole di questa situazione e temendo un attacco francese, il re Vittorio Amedeo III tentò di siglare un'alleanza con l'Impero asburgico, mentre allo stesso tempo cercò di mantenere costanti i rapporti diplomatici anche con la Francia rivoluzionaria. Tuttavia, nella primavera del 1792, la Repubblica francese decise di dichiarare una guerra preventiva al Regno di Sardegna e ordinò al generale Anne-Pierre de Montesquiou-Fézensac di invadere la Savoia il 15 maggio dello stesso anno. Tuttavia, quest'ultimo rinviò l'attacco poiché gli serviva più tempo per preparare l'esercito e, durante questo lasso di tempo, Vittorio Amedeo III siglò velocemente un'alleanza militare con l'Impero asburgico, il quale inviò il 22 settembre un manipolo composto da 8 000 soldati al comando del feldmarschallleutnant Leopoldo Lorenzo.
Il 21 settembre 1792, il generale Montesquiou invase finalmente la Savoia conquistando in soli tre giorni la città di Chambéry. Successivamente, il 27 settembre, un secondo esercito francese conquistò Nizza senza che i piemontesi opposero resistenza, mentre due giorni dopo occupò il paese di Villafranca. Capendo che i propri generali non potevano nulla contro quelli francesi, Vittorio Amedeo III chiese agli austriaci di inviargli un comandante che dirigesse il suo esercito e il governo asburgico mandò il generale Joseph Nikolaus De Vins. 
Il 28 febbraio 1793, 12 000 soldati francesi, guidati dal tenente generale Armand Louis de Gontaut-Biron, invasero Levenzo, scontrandosi con 7 000 soldati piemontesi comandati dal generale Carlo Thaon di Sant'Andrea. Levenzo venne conquistata dai francesi, tuttavia questi ultimi subirono comunque ingenti perdite, mentre l'esercito sardo riuscì a ripiegare su Saorgio e a bloccare il valico, strategicamente importante, che conduce al Colle di Tenda. I due eserciti si scontrarono nuovamente l'8 ed il 12 giugno: dopo un primo parziale successo dei francesi, il generale Brunet, subentrato a Biron, venne obbligato dai commissari rivoluzionari a cercare nuovamente battaglia e questa volta i suoi uomini furono sconfitti duramente sconfitti dalle forze austro-piemontesi.
A questo punto, De Vins organizzò, nonostante diversi suoi sottoufficiali si opposero, la riconquista della Savoia e di Nizza. De Vins, organizzò la controffensiva da Torino, ordinò al principe Maurizio Giuseppe di guidare parte dell'esercito sabaudo contro la Savoia, tuttavia il generale francese François Christophe Kellermann sconfisse duramente i piemontesi nella battaglia di Epierre il 15 settembre, vanificando gli sforzi di De Vins per riconquistare il ducato perduto. De Vins ordinò invece a Carlo Thaon e a Michele Colli di guidare l'esercito austro-piemontese stanziato a Saorgio alla riconquista di Nizza. La città e i territori circostanti furono brevemente occupati dai piemontesi verso la fine del 1793, in quanto la maggior parte dell'esercito francese era in quel momento impegnato nell'assedio di Tolone.

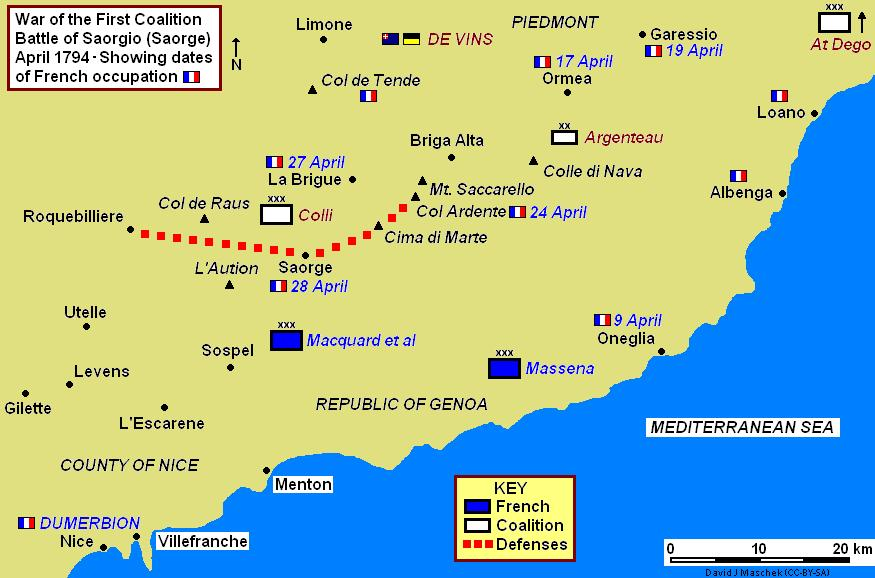
Mappa che mostra l'offensiva lanciata dai francesi all'indomani della seconda battaglia di Saorgio.

## La battaglia
All'inizio del 1794, i piemontesi occupavano un vasto territorio che si estendeva da Roquebillière, passando attraverso il Col de Braus e il massiccio dell'Authion, fino a Saorgio. Il generale dell'Armata d'Italia Pierre Jadart Dumerbion, per paura di essere condannato alla ghigliottina, decise, prima di prendere qualunque iniziativa militare, di consultarsi con i due rappresentanti in missione Augustin Robespierre e Antoine Christophe Saliceti, i quali furono molto influenzati dal neo generale di brigata Napoleone Bonaparte. Quest'ultimo aveva infatti elaborato una strategia volta a colpire il punto più debole e scoperto del territorio occupato dai sabaudi. Parte dell'esercito francese avrebbe dovuto invadere la Repubblica di Genova, occupando Oneglia, e da lì sarebbe dovuto avanzare verso nord, conquistando Ormea e aggirando le difese nemiche da est. Nel frattempo, le armate principali francesi, composte da circa 20 000 uomini, sarebbero dovute marciare direttamente su Saorgio.
Il 6 aprile 1794, Dumerbion approvò la strategia proposta da Napoleone e diede inizio all'offensiva. Tre giorni dopo, i francesi guidati da Massena occuparono Oneglia, mentre otto giorni dopo conquistarono Ormea e infine Garessio, riuscendo a schierare ben 10 battaglioni sul confine ovest di Saorgio. Quando Michele Colli, l'unico generale che era rimasto a comandare le truppe stanziate a Saorgio, scoprì che il paese era stato quasi del tutto circondato, il suo superiore De Vins gli ordinò di mantenere la posizione e di richiamare tutte le truppe nel paese, tuttavia, i rapporti fra i due erano pessimi e Colli pensò che il generale austriaco gli stesse addirittura tradendo, comunicandogli strategie sbagliate. 
Colli aveva dunque sottovalutato la capacità delle forze rivoluzionarie e, il 24 aprile, le armate principali francesi guidate da Napoleone iniziarono un'offensiva contro Saorgio. L'esercito austro-piemontese riusciva a malapena a tener testa a quello francese quando, lo stesso giorno, Massena invase il Col Ardente, precludendo all'esercito sabaudo la possibilità di ottenere rinforzi. Il 27 aprile, i francesi di Massena conquistarono Briga Marittima, infliggendo pesanti perdite alle truppe sabaude. Questo non fece che peggiorare la situazione dell'esercito di Colli, il quale iniziò velocemente a collassare. Entro la sera dello stesso giorno, Saorgio era stata posta sotto assedio e il 28 aprile Michele Colli ordinò la ritirata, lasciando il paese nelle mani dei francesi.

## Conseguenze
Dopo la battaglia, Colli riparò con il suo esercito a Limone Piemonte, mentre ai primi di maggio dello stesso anno fu di nuovo costretto a lasciare il paese, ripiegando a Borgo San Dalmazzo. Nel frattempo, i francesi continuarono la loro avanzata in Liguria conquistando Albenga e Loano.